# غريغ سميث (لاعب كرة قاعدة)
غريغ سميث (بالإنجليزية: Greg Smith)‏ هو لاعب كرة قاعدة أمريكي، ولد في 22 ديسمبر 1983 في الإسكندرية في الولايات المتحدة.

## وصلات خارجية
- غريغوري سميث على موقع دوري كرة القاعدة الرئيسي (الإنجليزية)
- غريغوري سميث على موقعبيزبول رفرنس.كوم (الدوري الرئيسي) (الإنجليزية)
- غريغوري سميث على موقعبيزبول رفرنس.كوم (الدوري الثانوي) (الإنجليزية)
- غريغوري سميث على موقع إي إس بي إن.كوم (أم.أل.بي) (الإنجليزية)
- غريغوري سميث على موقع مشجعي الرسوم البيانية (الإنجليزية)